# Fluoruro di litio
Il fluoruro di litio è il composto binario tra il litio, il primo degli elementi metallici e il fluoro, l'elemento non metallico più elettronegativo, e la sua formula è LiF. È anche il sale di litio dell'acido fluoridrico. 
A temperatura ambiente si presenta in forma di cristalli cubici incolori e inodori, o anche come polvere microcristallina bianca, ma il sapore è tra il salino e l'amaro. Di esso si riescono ad ottenere grandi cristalli, che vengono usati in ottica per la loro alta trasparenza in ampie zone dell'infrarosso e dell'ultravioletto. È un composto tossico e irritante.

## Proprietà e struttura cristallina
Il fluoruro di litio è un composto molto stabile, ΔHƒ° = -598,65 kJ/mol. Chimicamente è classificato come un solido ionico, formulato come Li+F-, avente nel cristallo lo stesso reticolo cubico del cloruro di sodio; ma è di gran lunga meno solubile in acqua rispetto ad esso, dato che la sua energia reticolare è maggiore della sua energia di idratazione e, a differenza degli altri alogenuri di litio, LiF non forma idrati; è tuttavia solubile in soluzioni acquose di acido fluoridrico e degli acidi nitrico e solforico, ma non così in quelle di acido cloridrico. Le soluzioni acquose del fluoruro di litio sono lievemente alcaline (pH = ~ 8), poiché il sale deriva dalla combinazione di una base forte (idrossido di litio) con un acido debole (acido fluoridrico):
LiOH + HF  →  LiF + H2O
Il cristallo di LiF ha una durezza di 4 sulla scala Mohs, una densità di 2,639 g/cm3 e una costante dielettrica relativa εr = 9,0. Presenta un indice di rifrazione di 1,39126 (a λ = 633 nm); la sua conducibilità termica è 11,3 W/(m×K), il suo calore specifico è di 1562 J/(kg×K) e il suo coefficiente di dilatazione cubica è 37×10−6 K−1. Il fluoruro di litio cristallino è un ottimo materiale isolante, l'intervallo energetico tra la sua banda di valenza (piena) e la successiva banda di conduzione (vuota a 0 K) ammonta a ben 14,2 eV, il valore più alto per gli alogenuri di litio; il corrispondente valore per il diamante è 5,47 eV, per confronto.
Da indagini diffrattometriche con raggi X è noto che LiF cristallizza nel sistema cubico (gruppo spaziale N° 225) con una cella elementare il cui lato è a = 402,6 pm, nella quale il litio e il fluoro sono entrambi esacoordinati ottaedricamente.
La distanza tra Li e F è di 200,9 pm e questa distanza è inferiore alla somma di qualsiasi coppia di raggi ionici si scelga per Li+ e F- (Pauling, Goldschmidt, Shannon, Ladd): la densità elettronica raggiunge un minimo lungo la linea congiungente il litio con il fluoro, ma non si annulla; inoltre, il catione appare avere raggio maggiore del suo raggio ionico e l'anione raggio minore. Questo fenomeno è consistente con il trasferimento di una piccola quota di densità elettronica dall'anione al catione e quindi di un piccolo contributo covalente al legame essenzialmente ionico in LiF, contributo che è più accentuato nell'idruro LiH. Il LiF in fase vapore è costituito da molecole biatomiche fortemente polari, il cui momento di dipolo ammonta a 6,33 D, che è maggiore di quello della molecola dell'idruro di litio (5,88 D); la sua energia di ionizzazione è di 11,3 eV e la sua affinità elettronica calcolata è 0,5 eV.

## Applicazioni

### Nei sali fusi
Il fluoro è prodotto tramite elettrolisi dell'idrogenodifluoruro di potassio fuso KHF2. L'elettrolisi procede in maniera più efficiente quando all'elettrolita viene aggiunta una parte di fluoruro di litio, probabilmente perché facilita la formazione di un'interfaccia Li-C-F sulla superficie degli elettrodi di carbonio impiegati nel processo. Un sale fuso di ampio utilizzo è una miscela di fluoruro di litio, fluoruro di sodio e fluoruro di potassio.

### In ottica
A causa della sua ampia banda proibita, il fluoruro di litio in cristalli è il materiale noto più trasparente alle corte lunghezze d'onda della luce ultravioletta; viene pertanto impiegato nell'ottica UV specialistica e come mezzo per il rilevamento dell'esposizione a radiazioni ionizzanti (raggi gamma, particelle beta e neutroni - questi ultimi indirettamente per reazione nucleare (n,alfa) con litio-6) nei dosimetri a termoluminescenza.
Il fluoruro di litio (altamente arricchito dell'isotopo litio-7) costituisce la componente base della miscela di fluoruri preferita per l'impiego nei reattori nucleari a sale fuso, dove una miscela di fluoruro di litio e fluoruro di berillio funge da solvente per i fluoruri di uranio e torio. Il fluoruro di litio è molto stabile, le miscele LiF/BeF2 hanno punto di fusione basso e le proprietà neutroniche adatte per l'utilizzo nel reattore.